# Eduardo Herrera Bueno
Eduardo Herrera Bueno (Gijón, 5 de juliol de 1914 - Oviedo, 15 d'agost de 1991), més conegut com a Herrerita, fou un futbolista asturià dels anys 1930 i 1940. Va ser internacional amb la selecció espanyola.

## Trajectòria
A l'edat de 15 anys fitxà per l'Sporting de Gijón, passant el 1933 al Reial Oviedo per 30.000 pessetes. A l'Oviedo passa la major part de la seva carrera esportiva. La temporada 1939-40 jugà breument al FC Barcelona. Es donà el fet que, just acabada la Guerra Civil espanyola al camp de l'Oviedo no es podia jugar a futbol i el club no pogué disputar cap competició. Per no passar tot l'any sense jugar, Abelardo Riera, Herrerita i Emilín ingressaren aquella temporada al Barcelona. A l'Oviedo formà la que s'anomenà segona davantera elèctrica al costat de Casuco, Gallart, Lángara i Emilín, i de la tercera davantera elèctrica amb Antón, Goyín, Echevarría i Emilín. Es retirà a l'Sporting de Gijón el 1951.
Disputà sis partits amb la selecció espanyola, debutant enfront Portugal a Lisboa el 18 de març de 1934. El seu darrer partit fou davant Irlanda el 1945, on fou el capità de l'equip.